# Paraleprodera diophthalma
Paraleprodera diophthalma es una especie de escarabajo longicornio del género Paraleprodera, tribu Monochamini, familia Cerambycidae. Fue descrita científicamente por Pascoe en 1857.
Se distribuye por China. Mide 22-30 milímetros de longitud. El período de vuelo ocurre en el mes de septiembre.